# Flussnachtschwalbe
Die Flussnachtschwalbe oder Sandnachtschwalbe (Chordeiles rupestris) ist eine Vogelart aus der Familie der Nachtschwalben (Caprimulgidae).
Sie kommt in Bolivien, Brasilien, Ecuador, Kolumbien, Peru und Venezuela  vor.
Ihr Verbreitungsgebiet umfasst hauptsächlich Flüsse und Sumpfgebiete, Sekundärwald, felsige Inseln und Sandstrände, gerne auch in der Nähe von Seen.

## Beschreibung
Die Flussnachtschwalbe ist 19–24 cm groß; die Geschlechter unterscheiden sich nicht.
Die Unterseite ist blass graubraun, braun und zimtfarben gefleckt und gestreift. Es ist kein Nackenband abzugrenzen, die Flügeldecken sind gleichfalls blass graubraun.

## Stimme
Der Ruf des Männchens wird als trillerndes rrrr-wo-wo-wo beschrieben, während des Fluges oder von einem Ansitz aus erfolgend.

## Geografische Variation
Es werden folgende Unterarten anerkannt:
- C. r. xyostictus Oberholser, 1914 – Kolumbien (Cundinamarca)
- C. r. rupestris (Spix, 1825), Nominatform – Ecuador, Peru, Kolumbien (von Meta und Guainía) und Venezuela bis Brasilien und Bolivien

## Lebensweise
Die Nahrung besteht aus Insekten einschließlich Nachtfaltern und Termiten, die im Fluge niedrig über Sandbänken oder höher über Flüssen gejagt werden. Der Vogel ist ausgeprägter nachtaktiv als andere Nachtschwalben und jagt im Verbund. Er ruht auf offenem Boden oder zwischen abgestorbenen Ästen über dem Wasser.
Die Brutzeit liegt – in der Trockenzeit mit Niedrigwasser – in Kolumbien zwischen Januar und Juli bis Ende September und in Peru zwischen Mai und August.

## Gefährdungssituation
Die Flussnachtschwalbe gilt als „nicht gefährdet“ (least concern).